# La Bouche
La Bouche је немачка музичка група, основана 1994. године.
Најпознатији су по хитовима с почетка 1990их „Be My Lover”, „Sweet Dreams” и „You Won't Forget Me”.
Групу је основао 1994. немачки продуцент Франк Фаријан у Франкфурту на Мајни. Чланови прве поставе су били америчка певачица Мелани Торнтон и амерички репер Лејн Макреј. Торнтонова је напустила групу 2001. године, те је желела да настави соло каријеру.
Мелани Торнтон је 24. новембра 2001. године погинула у авионској несрећи у Цириху, Швајцарска. У њену част, Фаријан је објавио „In Your Life”, до тада необјављену песму коју су раније снимили Торнтонова и Макреј. Касније је Фаријан одлучио да изда компилацијски албум 2003. на којем су били ремикси највећих хитова док је Мелани певала у групи La Bouche.
Макреј је после њене смрти наставио да наступа и обилази свет, а група La Bouche је тако опстала.
Године 2015. Макреју се придружила нова певачица Софи Каиро, која је пореклом из Мађарске. Објавили су ремикс под називом „Sweet Dreams 2017”.

## Дискографија

### Студијски албуми
- Sweet Dreams (1995)
- All Mixed Up (1996)
- A Moment of Love / SOS (1997)
- The Best of La Bouche (2002)
- La Bouche - Greatest Hits (2007)

### Синглови
- 1994 Sweet Dreams
- 1994 Sweet Dreams (Euro Mixes)
- 1995 Sweet Dreams UK
- 1995 Be My Lover
- 1995 Be My Lover (Euro Mixes)
- 1995 Fallin' In Love/Sweet Dreams
- 1995 Fallin' In Love
- 1995 I Love To Love
- 1996 Sweet Dreams U.S.
- 1996 Fallin'In Love
- 1996 Forget Me Nots
- 1996 Bolingo (Love Is In The Air)
- 1996 Megamix
- 1997 You Won't Forget Me
- 1998 You Won't Forget Me U.S.
- 1998 A Moment Of Love
- 1999 S.O.S.
- 2000 All I Want (feat. Natascha Wright)
- 2002 In Your Life
- 2003 In Your Life U.S.